# Скотт Ґудмен
Скотт Ґудмен (англ. Scott Goodman, 20 серпня 1973) — австралійський плавець.
Призер Олімпійських Ігор 1996 року.
Чемпіон світу з плавання на короткій воді 1995 року, призер 1997 року.
Призер Пантихоокеанського чемпіонату з плавання 1995, 1997 років.